# خواكيم ماركوارت
خواكيم ماركوارت (بالألمانية: Joachim Marquardt )‏ (و. 1812 – 1882 م) هو عالم لغوي كلاسيكي، ومؤرخ، ومدرس، وباحث في تاريخ العصور الكلاسيكية ألماني، ولد في غدانسك، وكان عضوًا في أكاديمية ساكسون للعلوم (منذ 15 نوفمبر 1875)، توفي في غوتا، عن عمر يناهز 70 عاماً.